# کونتوری (کوسکو)
کونتوری (به اسپانیایی: Kunturi) یک کوه در پرو است که در Peru, Cusco Region, Espinar Province واقع شده‌است. کونتوری ۵٬۱۴۹٫۶ متر بالاتر از سطح دریا واقع شده‌است.